# Blodprov

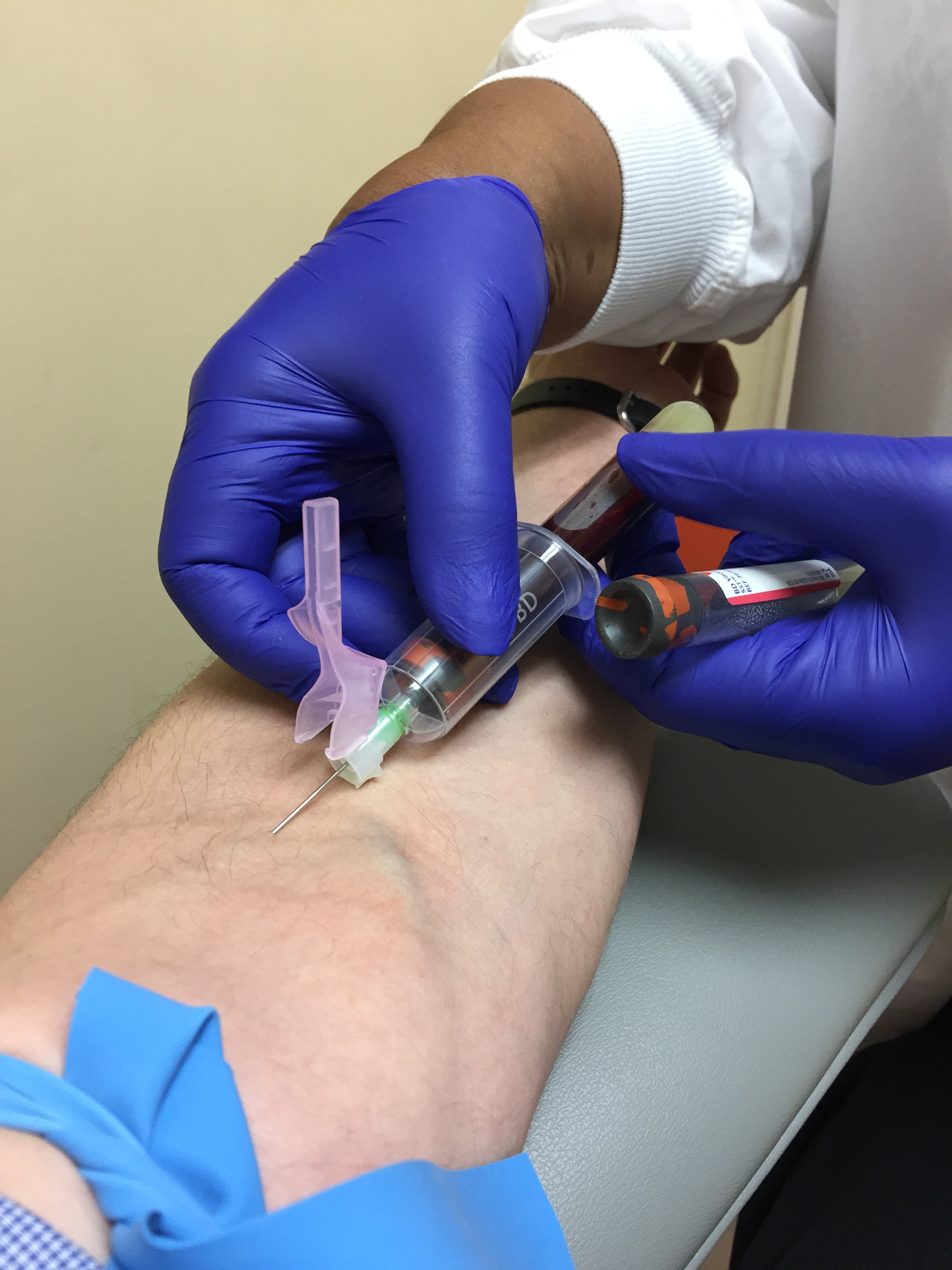
Venprovtagning via armvecket, med kanyl

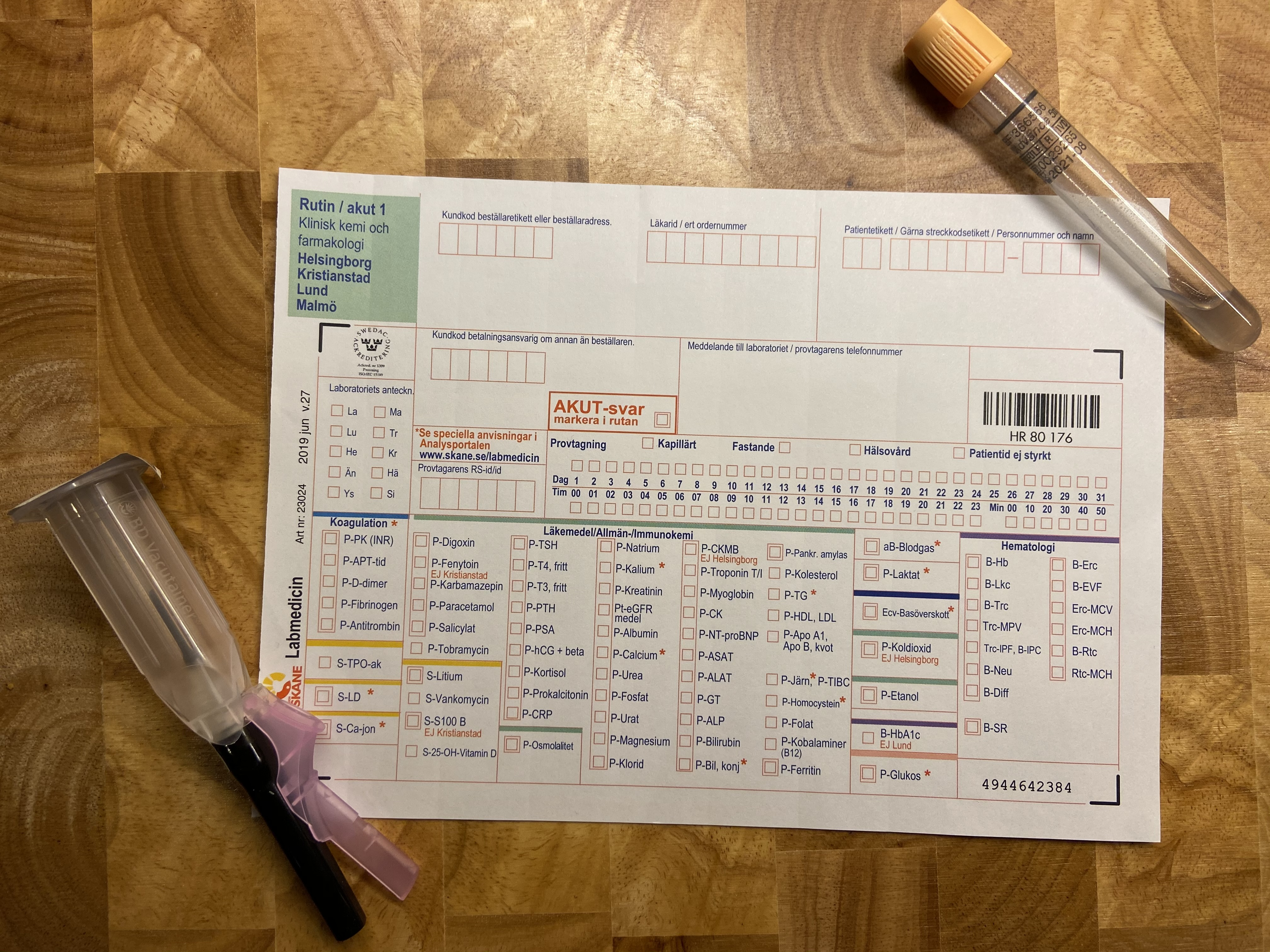
Remiss 2020, för venös blodprovstagning som ofta utförs av sjuksköterska eller undersköterska

Blodprov är det i särklass vanligaste sättet att utreda sjukdom. Dels kan celltyperna i blodet och dess egenskaper undersökas, exempelvis sänkan, dels kan förekomsten av kemiska ämnen, spårämnen, läkemedelssubstanser och hormoner mätas. Vidare kan sjukdomsalstrande bakterier och virus påvisas likaväl som antikroppar mot virus och bakterier.
Blodprov tas huvudsakligen på tre sätt: kapillärt, venöst och arteriellt. Den vanligaste typen av blodprov inom sjukvården är venösa blodprov. Metoden för blodprov väljs beroende på vad som ska analyseras, hur fort provsvaret vill fås, och vilken teknik som är lämpligast i den givna situationen.
På många sjukhus finns standardpaket av blodprover, såsom M5, som är indikerat vid stroke, och inkluderar: hemoglobin, glukos, natrium, kalium, kreatinin, CRP, Troponin T, P-Protrombinkomplex, APTT, blodgruppering samt kvantifiering av vita blodkroppar, trombocyter och neutrofila granulocyter. De olika paketen kan ha olika namn beroende på sjukhus och region.

## Helblod-, plasma- och serumananalys
Blod som cirkulerar i kroppen kallas för helblod. När blodet lämnat kroppen, och till exempel ligger i ett provrör, koagulerar blodet. Om ett koagulerat blodprov centrifugeras kommer blodkropparna och koaglet att samlas i botten. Ovanpå denna ansamling av blodkroppar och koagel ligger då en blodkropps- och koagelfri vätska som benämns som serum. Blodprovsanalyser utförs på serum, men även på helblod eller blodplasma. För att analys av helblod eller blodplasma ska vara möjligt används vakuumrör som innehåller tillsatser som förhindrar att blodet koagulerar. Den vanligaste analysmetoden är att analysera serum.

## Kapillära blodprov

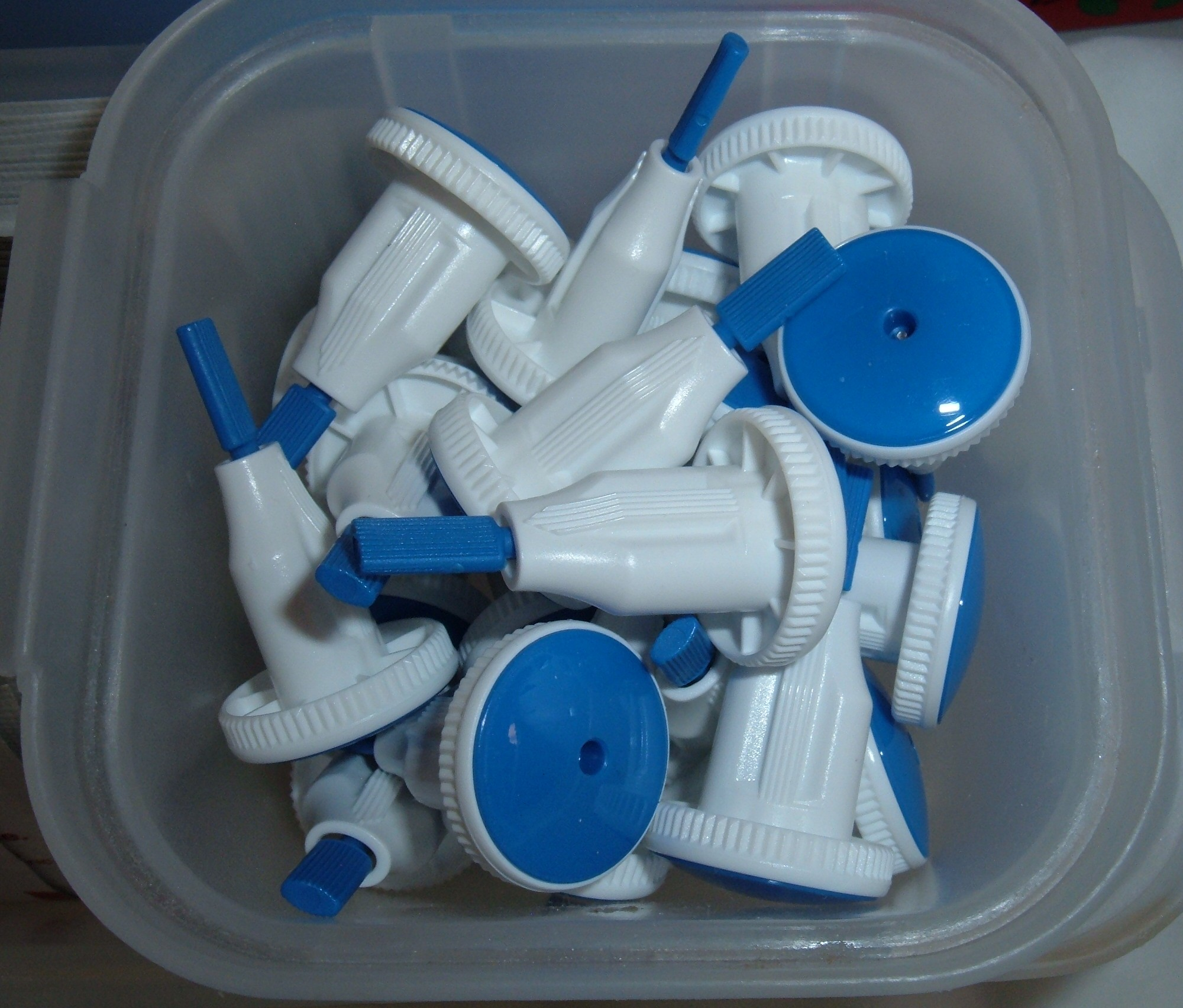
En låda med lansetter för kapillär blodprovtagning som ofta genomförs i patientens finger.

Kapillära blodprov tas istället för venösa blodprov bland annat när provsvaret behövs fort, eller när venprovtagning av någon anledning inte är möjlig. Kapillärprov används bland annat för analys av blodsockernivå och hemoglobinnivå, men även för mätning av glykosylerat hemoglobin, blodfetter, och C-reaktivt protein.

### Metodik och utrustning
Kapillärprov tas vanligen från lång- eller ringfinger, men kan även tas från en öronsnibb eller en fot. Pekfinger undviks på grund av dess tjockare hud, och lillfingret undviks eftersom lillfingret har tunn vävnad, vilket gör risken är större för att träffa ett ben i fingret. På det finger som provet tas från, görs sticket på någon av fingrets sidor, fingerblomman undviks. Kapillärprov tas från öronsnibb om genomblödningen i fingrarna är för dålig, och kapillärprov från fot tas bland annat hos små barn vars fingrar är så små att risken är påtaglig att träffa ett ben om man sticker i fingret. På fötterna tas provet från särskilda områden på bakre delen av foten eller från stortån. Kapillärprov från fötter tas inom sjukvården endast av personal som fått särskild utbildning i utförandet.
För att få fram blod används en engångslansett, vars nål vanligen är mellan 0,25 mm och 1,15 mm i diameter. Stickdjupet är vanligen mellan 1,2 mm och 2,4 mm beroende på lansett. Blodet samlas upp i en kuvett eller i ett kapillärrör. Kuvetter rymmer en mindre mängd blod, ca 5-10 µl (mikroliter), och kapillärrör kan rymma upp till 600 µl blod.

### Analys
Framgångsrik analys av kapillärprov är ofta beroende av att kuvetten eller kapillärröret innehåller ett ämne som till exempel orsakar hemolys av blodet i blodprovet. Analysen sker ofta genom att analysapparaten mäter blodets absorbans, det vill säga blodets förmåga att uppta ljus, vid olika våglängder. En annan analysmetod mäter antalet vita blodceller i blodprovet, genom färgning och bildanalys.

## Venösa blodprov

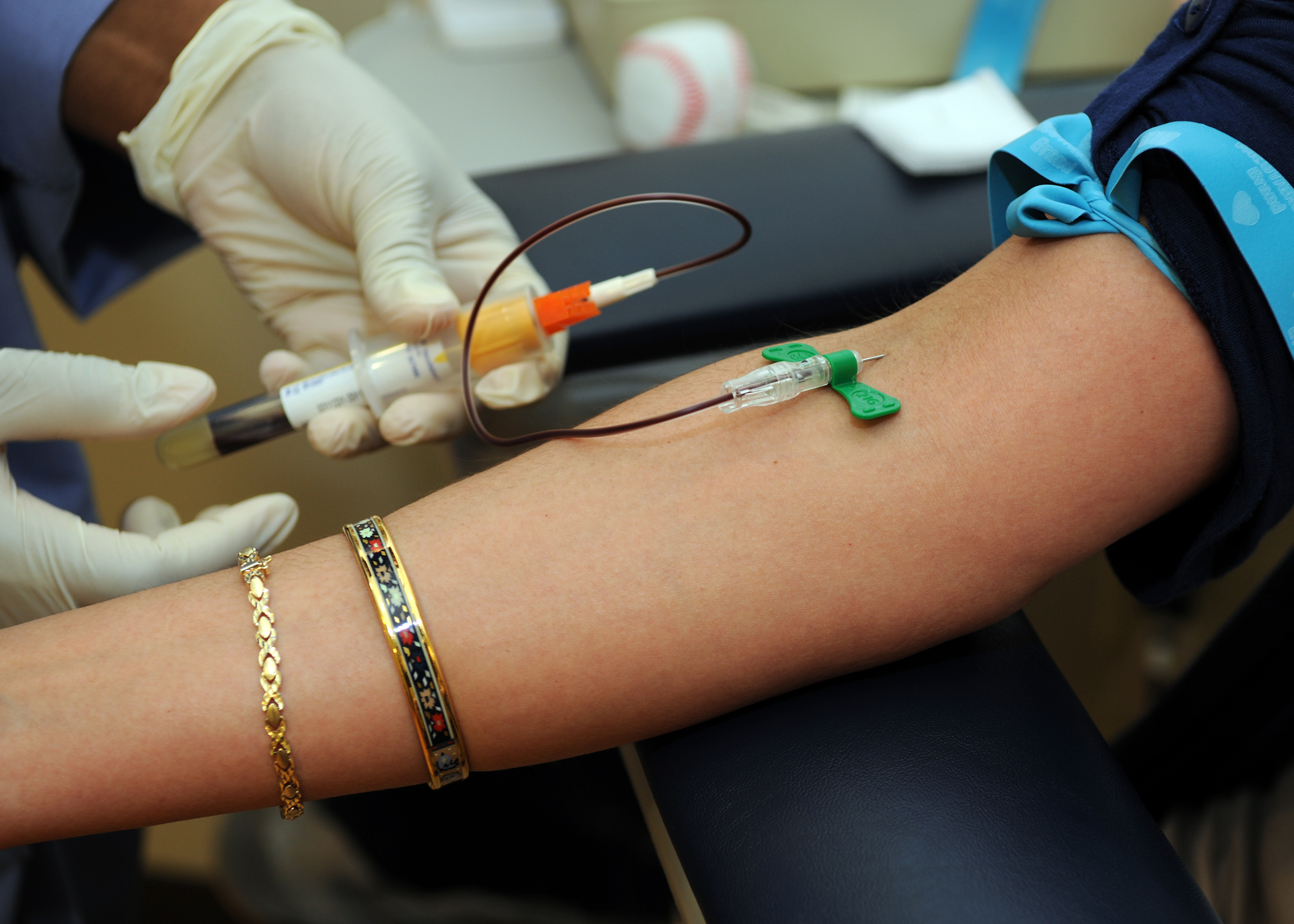
Venprovtagning via armvecket, med vingkanyl/butterfly

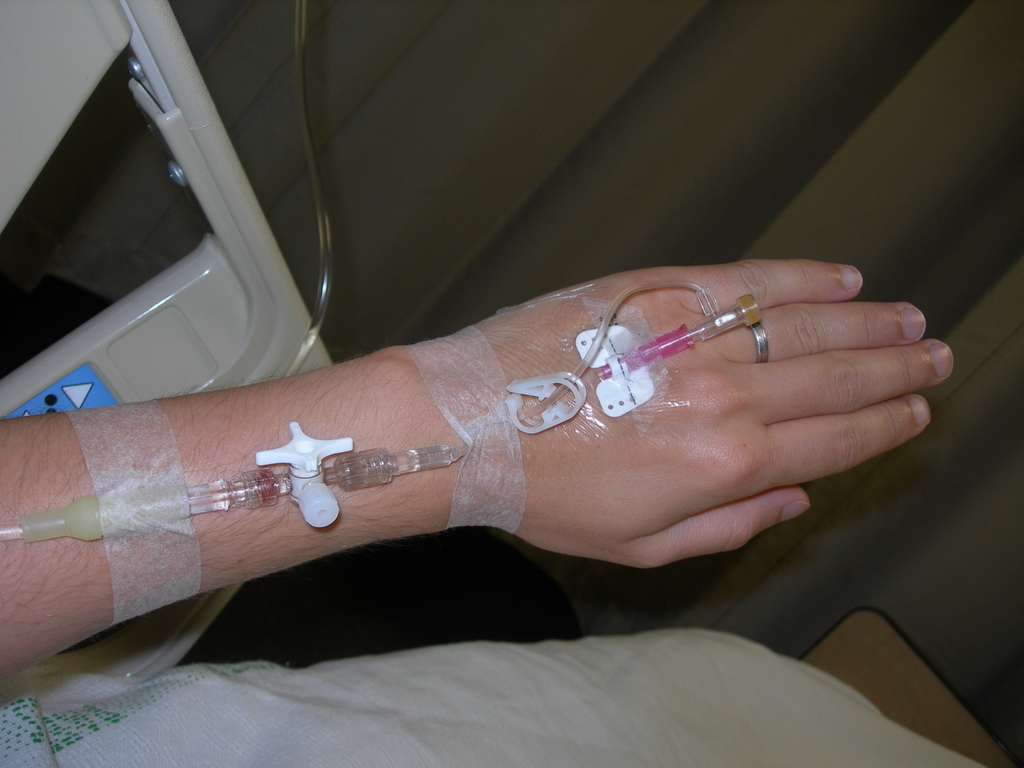
En perifer venkateter (PVK). För att ta venprov från en central eller perifer venkateter måste en särskild adapter användas

Venprov tas bland annat i syfte att kontrollera naturligt förekommande ämnens koncentration, för att jämföra dessa med normalvärlden. Om värdena avviker kan det vara tecken på sjukdom eller skada. Venprov kan också tas för att kontrollera koncentrationen av läkemedel eller andra substanser i blodet.
Venösa blodprov är den vanligaste formen av blodprov inom sjukvården, och utförs av sjuksköterskor, undersköterskor, biomedicinska analytiker eller läkare.

### Metodik och utrustning
Venösa blodprov kan tas på ett flertal sätt. Kanylhållare med kanyl, vingkanyl/"butterfly", eller via venkateter. Om venprovet tas via någon av kanylformerna, tas de vanligen i armvecket, på underarmen eller på handryggen, i vena basilica, vena cephalica, vena intermedia cubiti eller vena mediana cubiti.
Vingkanyl/butterfly används framförallt för svårstuckna patienter och barn, eftersom det syns redan innan vakuumrör kopplats in om kanylen träffat en ven eller inte. Om venprov tas via vingkanyl tas ofta ett slaskrör innan provtagningen, för att undvika att luft från slangen påverkar venprovets volym. Venprov via venkateter tas bland annat om patienten är svårstucken eller antalet stick vill minimeras. Dessa venprov tas genom att en adapter med luerfattning kopplas till en central (CVK) , Perifert inlagd central kateter (PICC-line) eller en perifer venkateter (PVK). Venprov från PVK är ofta mindre effektiva än venprov från CVK. Vid provtagning via venkateter tas först ~7 ml blod som kasseras innan provtagningen. Efter provtagningen spolas venkatetern med isoton natriumkloridlösning, och ibland byts även trevägskranar. Detta sker i syfte att undvika att systemet blir igentäppt.
Stasband eller blodtrycksmanschett är vanliga verktyg som används för att få venerna att synas bättre. Värmedynor förekommer också som hjälpmedel, om venerna trots användning av stasband eller blodtrycksmanschett inte syns.
Rören som används vid venprovtagning har ett vakuum i sig, vars syfte är att rätt mängd blod ska dras upp i röret. Vakuumrören som används vid venprovtagning har ofta olika tillsatser i sig. Storleken på rören och tillsatsen i rören varierar beroende på vilken typ av prov röret är ämnat för. En del rör innehåller ämnen som ska förhindra koagulation av blodet, medan andra innehåller ämnen som ska få blodet att koagulera. Om flera blodprov ska tas, så finns det en särskild ordningsföljd, som kan variera från en sjukvårdsinrättning till en annan. 
Clinical and Laboratory Standards Institute rekommenderar följande ordningsföljd:
1. Blododling
2. Koagulering (citratrör)
3. Serumrör
4. Heparinrör
5. EDTA-rör
6. Glukosrör
7. Övriga rör

## Arteriella blodprov
Arteriella blodprov tas oftast från artär i handleden, och utförs vanligen av en läkare, eller i vissa fall sjuksköterska. För grundutbildade sjuksköterskor är arteriell provtagning inte en ordinär arbetsuppgift, men kan exempelvis ske efter delegering av läkare. Arteriella blodprov tas oftast för bestämning av blodgaser, det vill säga hur mycket syre och koldioxid blodet innehåller samt blodets surhetsgrad.

### Källhänvisningar
- Boman, L. & Wikström, C. (2014) Medicinsk teknik: teori, planering och genomförande. Lund: Studentlitteratur. ISBN 9789144087078
- Stokke, O. (2011) Kliniskt kemiska undersökningar. Ur Stokke, O. (red.) & Hagve, T-A. (red.) Undersökningar vid sjukdom. Lund: Studentlitteratur. ISBN 9789144068787